# Hande Kodja
Hande Kodja, née le 6 février 1984, est une actrice belge,.

## Biographie
Hande Kodja commence sa formation artistique à Waterloo en Belgique avec la musique (piano, violon) et l'art dramatique. Après son baccalauréat, elle arrive à Paris. Elle réussit le concours d’entrée au Conservatoire national supérieur d'art dramatique de Paris, où elle parfait sa formation avant de poursuivre sa quête artistique en explorant le dessin et la sculpture.
Elle obtient une nomination dans la catégorie meilleur espoir féminin pour son rôle dans Marieke Marieke de Sophie Schoukens ainsi que meilleure actrice pour Rosenn, aux côtés de Rupert Everett et Béatrice Dalle.
Elle tourne avec Charlotte de Turckheim dans le téléfilm La Permission, et incarne le premier rôle féminin aux côtés de Gérard Jugnot dans La Loi d'Alexandre.
Hande Kodja est aussi la voix de Lisbeth Salander dans les adaptations radiophoniques de Millenium pour France Culture.
Elle a été l'acolyte de Mathieu Demy dans Le Bureau des légendes sur Canal+.

## Filmographie

### Cinéma (filmographie partielle)
- 2010 : Jericho court-métrage de Tamara Erde
- 2006 : Meurtrières de Patrick Grandperret : Nina
- 2008 : Affaire de famille de Claus Drexel : Marine Guignebont
- 2010 : Marieke, Marieke de Sophie Schoukens : Marieke
- 2012 : The Unlikely Girl de Wei Ling Chang : Cécile
- 2013 : Des gens qui s'embrassent de Danièle Thompson : Louise
- 2014 : One Man's Loss de Philip Sansom
- 2014 : Rosenn d'Yvan Le Moine : Rosenn
- 2016 : Insoumise de Jawad Rhalib
- 2019 : Les Pianistes de Paul et François Guérin : Emma
- 2019 : Music Hole de David Mutzenmacher et Gaetan Liekens : Nadia
- 2022 : Van Gogh In Love de Jean-Luc Ayach : Elise

### Télévision
- 2007 : Chez Maupassant : Ce cochon de Morin de Laurent Heynemann (France 2 / TV)
- 2011 : Rani d'Arnaud Sélignac
- 2012 : Nicolas Le Floch : Le Crime de la Rue des Francs-Bourgeois de Nicolas Picard-Dreyfuss
- 2015 : La Permission de Philippe Niang : Jeanne Perreau
- 2015 : La Loi d'Alexandre de Philippe Venault
- 2016-2017 : Le Bureau des légendes (Saisons 2 - 3) - Caroline, agente de la DGSE
- 2021 : Laval, le collaborateur de Laurent Heynemann : Josée Laval

## Radio
- 2011 : Millénium I - adaptation en feuilleton radiophonique du livre de Stieg Larsson pour France Culture
- 2012 : Millénium II - adaptation en feuilleton radiophonique du livre de Stieg Larsson pour France Culture
- 2020 : Millénium III - adaptation en feuilleton radiophonique du livre de Stieg Larsson pour France Culture

## Distinctions

### Nominations
- 2012 : nomination meilleur espoir féminin au Magritte du cinéma pour Marieke, Marieke de Sophie Schoukens
- 2014 : nomination meilleur espoir féminin au Magritte du cinéma pour Rosenn d'Yvan Le Moine